# ハイル・ヴァフダートFK
ハイル・ヴァフダートFK（ロシア語: Футбольный Клуб Хайр Вахдат, 英語: Khayr Vahdat Football Club）は、タジキスタンのヴァフダートをホームタウンとするサッカークラブ。2010年以降、タジク・リーグ（1部）に所属している。

## 過去の成績
- 2010 タジク・リーグ : 4位
- 2011 タジク・リーグ : 5位
- 2012 タジク・リーグ : 4位
- 2013 タジク・リーグ : 3位
- 2014 タジク・リーグ : 2位
- 2015 タジク・リーグ : 5位